# Federación Autónoma de Trabajadores de Beijing
La Federación Autónoma de Trabajadores de Beijing (BWAF), o Unión Autónoma de Trabajadores de Beijing (en chino: 北京工人自治联合会; en pinyin: Běijīng gōngrén zìzhì liánhéhuì; popularmente conocida en chino como gōngzìlián, lit. «federación de trabajadores») fue la principal organización de trabajadores chinos que pidió un cambio político durante las protestas de la plaza de Tiananmén de 1989. El grupo se formó a raíz de las actividades de duelo por el ex secretario general del Partido Comunista Chino Hu Yaobang en abril de 1989. El BWAF denunció la corrupción política, presentándose como un sindicato independiente capaz de «supervisar al Partido Comunista», a diferencia de la Federación Nacional de Sindicatos (ACFTU), controlada por el Partido.
A diferencia de los sindicatos típicos, el BWAF no estableció sucursales en fábricas y lugares de trabajo individuales. Sin embargo, su influencia y actividades se expandieron durante su resistencia a la imposición de la ley marcial en mayo. La propia Federación fue una de las víctimas de la violenta represión de manifestantes por parte del Ejército Popular de Liberación durante la noche del 3 de junio. Después de la represión militar, las autoridades del Partido etiquetaron al BWAF como una «organización ilegal» y arrestaron a sus líderes.

## Orígenes
Las reformas económicas iniciadas por Deng Xiaoping habían mejorado el nivel de vida de muchos trabajadores urbanos, pero en 1988, muchos de esos trabajadores se consideraban «perdedores en la década de la reforma económica». La corrupción y la inflación enfurecieron especialmente a los trabajadores, y algunos respondieron con desaceleraciones y huelgas salvajes en 1988 a 1989.
En los días posteriores a la muerte de Hu Yaobang el 15 de abril de 1989, los trabajadores y otros residentes de Beijing lloraron y discutieron política en el Monumento a los Héroes del Pueblo en la Plaza de Tiananmén. El 20 de abril, después de que estudiantes universitarios que organizaron una sentada en las afueras de Zhongnanhai afirmaran haber sido golpeados por la policía militar, un grupo de trabajadores autodenominados «Federación Autónoma de los Trabajadores de Beijing» comenzó a emitir dos folletos. La primera, la «Carta a la gente de toda la ciudad», denunció la inflación «fuera de control», criticó a los funcionarios corruptos y llamó a «personas de todos los ámbitos de la vida a unirse para luchar por la verdad y el futuro de China». El segundo folleto, «Diez preguntas», exigía que los principales líderes del Partido Comunista revelaran cuánto dinero gastó Zhao Ziyang jugando al golf y cuánto gastó el hijo de Deng Xiaoping apostando en carreras de caballos. El panfleto también cuestionaba por qué «los precios habían aumentado sin tregua mientras que los niveles de vida de la gente habían caído precipitadamente», pidiendo a los principales líderes del Partido que revelaran sus ingresos. Estos folletos, junto con los encendidos discursos en la Plaza de Tiananmén, ayudaron a reclutar más trabajadores para la Federación. Uno de esos reclutas fue Han Dongfang, un trabajador ferroviario que se convertiría en uno de los principales líderes del BWAF.

## Actividades
A finales de abril y la primera quincena de mayo, entre 70 y 80 activistas de los trabajadores se reunieron regularmente en el puesto de observación occidental de la Plaza de Tiananmén, pero no se identificaron abiertamente como el BWAF. Sin embargo, en la semana siguiente a la declaración de huelga de hambre de los estudiantes el 13 de mayo, el BWAF comenzó a operar abiertamente. Durante este período, los miembros de la Federación solicitaron asistencia a la ACFTU, el único sindicato oficialmente sancionado de China. Aunque la ACFTU había alentado previamente a los trabajadores a oponerse a la corrupción y había donado 100 000 yuanes en ayuda médica para los huelguistas de hambre, no ayudaron a la BWAF.
Rechazado en sus intentos de registrar la organización ante las autoridades gubernamentales, el grupo proclamó su fundación el 18 de mayo. Un folleto fechado el 20 de mayo declaraba que el BWAF era una «organización de transición que los trabajadores de la capital han creado espontáneamente durante un período extraordinario». Sus objetivos declarados incluían el avance de la democracia, la oposición a la dictadura y el apoyo a los estudiantes en huelga de hambre. Según los sociólogos Andrew G. Walder y Gong Xiaoxia, el BWAF quería representar independientemente los intereses de los trabajadores, en lugar de tratar con propuestas específicas sobre cuestiones relacionadas con el lugar de trabajo.
El número de miembros de la BWAF siguió aumentando en los primeros días de junio, aunque las estimaciones de números específicos varían ampliamente; un académico escribe que el grupo «reclamó tres mil miembros», mientras que dos ex activistas de BWAF dijeron que el grupo había registrado «casi 20 000 miembros» para el 3 de junio. La membresía se limitaba a las personas que podían demostrar la residencia y afiliación de Beijing con una unidad de trabajo.

## Relación con los manifestantes estudiantiles
Los académicos no están de acuerdo sobre si el BWAF cooperó o se enfrentó con los manifestantes estudiantiles. El sociólogo Dingxin Zhao escribe que los líderes estudiantiles, incluidos Li Jinjin, estudiante de derecho en la Universidad de Pekín, y Zhou Yongjun de la Universidad China de Ciencias Políticas y Derecho, ayudaron al BWAF redactando documentos y brindando asesoramiento legal. Los estudiantes también suministraron a la Federación equipos de transmisión y pancartas. Por lo tanto, Zhao concluye que el BWAF «era básicamente solo un apéndice del movimiento estudiantil».
Sin embargo, las entrevistas de Walder y Gong con exmiembros retratan una fricción significativa entre los trabajadores y los estudiantes, lo que sugiere que los dos grupos tenían objetivos contradictorios. En particular, los trabajadores fueron más críticos de las reformas económicas, y los líderes del Partido Comunista asociados con ellas, que los estudiantes. Por ejemplo, mientras que muchos estudiantes expresaron simpatía hacia Zhao Ziyang y la facción reformista, especialmente después de la visita de Zhao a la Plaza de Tiananmén el 19 de mayo, el BWAF siguió siendo «consistentemente crítico de Zhao Ziyang incluso después de su caída del poder». Además, los antiguos miembros de la Federación se sintieron marginados por la insistencia de los estudiantes en mantener la pureza del movimiento. Al menos dos veces en mayo, los estudiantes impidieron que los trabajadores establecieran una sede en la Plaza de Tiananmén. Al final del mes, los estudiantes finalmente les permitieron pasar del puesto de observación occidental a la plaza misma.

## Disolución
La represión armada del EPL contra los manifestantes puso fin a la corta existencia de la Federación Autónoma de Trabajadores de Beijing. A última hora de la tarde del 3 de junio, un grupo de jóvenes escoltó al líder de BWAF, Han Dongfang, lejos de la Plaza de Tiananmén. Cuando los jóvenes trataron de persuadirlo para que se fuera, lo compararon con el líder polaco de Solidaridad Lech Wałęsa. Han huyó en su bicicleta a la vecina provincia de Hebei. El 8 de junio, el Cuartel General del Comando de la Ley Marcial emitió un aviso público declarando que la BWAF era una organización ilegal y ordenando su disolución. El aviso decía que los líderes de la Federación estaban entre «los principales instigadores y organizadores en la capital de la rebelión contrarrevolucionaria». Los miembros de BWAF fueron arrestados y encarcelados; después de que Han se entregó a la policía, fue encarcelado durante 22 meses sin juicio hasta que contrajo tuberculosis y fue liberado en abril de 1991.